# 관시진

관시 진의 위치

관시진(한국어: 관서진, 중국어: 關西鎮, 병음: Guānxī zhèn)은 중화민국 신주 현의 진이다. 넓이는 125.5193km2이고, 인구는 2015년 8월 기준으로 30,120명이다.

## 지리
신주 현의 동북쪽에 위치하고 남쪽으로 젠스 향, 헝산 향, 서남쪽으로 충린 향, 서북쪽으로 신푸 진, 북쪽으로 타오위안시 룽탄구, 동쪽으로 타오위안시 푸싱구과 접한다.

## 역사
예전에는 함채붕(咸菜硼)으로 불리고 있었지만 1920년의 지방제 실시 때 간사이(関西)로 개칭 되었다.

## 교통
- 국도 3호선